# Cumolhydroperoxid-Verfahren
Das Cumolhydroperoxid-Verfahren ist ein chemisches Verfahren zur Herstellung von Phenol und Aceton. Es ist auch unter den Namen Hock'sche Phenolsynthese oder Hock-Verfahren bekannt und wurde nach seinem Entdecker Heinrich Hock (1887–1971) benannt, der es 1944 entwickelte und damit ein Wegbereiter der Produktion von Kunststoffen war.

## Übersichtsreaktion
Benzol wird durch eine Friedel-Crafts-Alkylierung mit Propen zu Cumol alkyliert, welches mit Sauerstoff zu einem Hydroperoxid oxidiert wird und mit Säuren zu Phenol und Aceton gespalten wird.
Die Ausbeute dieser Reaktion für Phenol liegt bei etwa 85 bis 90 % und für Aceton etwa 60 % der Menge des Phenols.

## Reaktionsmechanismus
Zuerst kommt es zu einer elektrophilen aromatischen Substitution (Friedel-Crafts-Alkylierung) von Propen mit Benzol. Durch Abspaltung eines Protons entsteht Cumol (Isopropylbenzol):

### Kettenstart
Um die Kettenreaktion zu starten, kann AIBN benutzt werden, welches ein Radikal am Cumol erzeugt.

### Kettenfortpflanzung
Durch das nun vorhandene Radikal am Cumol, kommt es zu einem Angriff an ein Sauerstoffatom, wobei erneut ein Radikal entsteht, welches erneut ein Cumol angreift. Das dadurch entstandene Cumolradikal kann nun weiter reagieren.

### Kettenabbruch
Da das Radikal nicht immer mit Sauerstoff reagiert, kann es zu Kettenabbrüchen kommen.
Zwei Cumolradikale können dimerisieren, so entsteht 2,3-Dimethyl-2,3-diphenylbutan:
Es kann aber auch sein, dass zwei Cumolradikale disproportionieren und so Cumol und 2-Phenylpropen entstehen:
In Produktionsanlagen wird das Nebenprodukt 2-Phenylpropen durch Hydrierung unter Bildung von Cumol recycliert.

### Umlagerung
Die bei der Kettenreaktion entstandenen Cumolhydroperoxide werden in Säure durch Umlagerung in Phenol und Aceton gespalten. Dabei kommt es zuerst zu einer Protonierung von 1, wodurch 2 entsteht. Es folgt eine  Wasserabspaltung und eine Wanderung des Phenylrestes zum Sauerstoffatom. So entsteht 3  (mit den mesomeren Grenzstrukturen 3a und  3b), das nun mit Wasser unter Bildung von 4 reagiert. Die Abspaltung eines Protons führt zu 5.  Dessen Protonierung am anderen Sauerstoffatom liefert 6 – ein Oxonium-Ion – das letztlich unter Protonenabspaltung zu Aceton und Phenol zerfällt.

## Atomökonomie

Ein schematischer Aufbau einer Industrieanlage zur Anwendung des Hock-Verfahrens. a) Oxidationsreaktor; b) Gasabscheider; c) Konzentrierung; d) Spaltung und Katalysatorabtrennung; e) Acetonkolonne; f) Phenolkolonne; g) Hydrierung; h) Abgasreinigung

Die industrielle Phenolsynthese nach dem Cumolhydroperoxid-Verfahren besitzt eine Atomökonomie von rund 62 % (bei 100 % Ausbeute). Daraus ist zu schließen, dass ca. 62 % der Atome der beteiligten Edukte sich in dem Endprodukt Phenol wiederfinden.
Solange Aceton im Handel oder in der Industrie nachgefragt wird, besitzt das Verfahren eine hervorragende Atomökonomie von ca. 100 %, da neben dem gewünschten Produkt Phenol auch das Nebenprodukt Aceton weiterverwendet werden kann und nicht als Abfall endet (d. h. ca. 100 % der Atome der beteiligten Edukte enden in den beiden Produkten). Es entstehen also so gut wie keine Abfallstoffe und die Schwefelsäure kann wiederverwendet werden. Da ebenfalls leicht herzustellende Stoffe benutzt werden, ist diese Reaktion besonders wichtig für die Industrie.

## Anwendung
Die Cumolhydroperoxid-Synthese zeichnet sich im Vergleich zu anderen Phenol-Synthesen dadurch aus, dass nur geringe Rohstoffkosten anfallen, sowie nur wenig Energie benötigt wird. In den Jahren nach der Entdeckung dieser Reaktion steigerte sich der Anteil des durch diese Reaktion erhaltenen Phenols auf bis zu 98,5 % der produzierten 8,7 Millionen Tonnen (2008).
Phenol wird vielseitig eingesetzt. Es findet Verwendungen für:
- Die Darstellung von Anilin (durch nucleophile Substitution) für Farbstoffe, sowie
- Die Herstellung von Bisphenol A für Polymere.
- Phenol wird ebenfalls zur Herstellung von Caprolactam, einem Stoff zur Herstellung von Polyamiden, benötigt.
- Die Synthese von Phenoplasten, welche Kunststoffe sind.

## Varianten
Anstatt das Benzol mit Propen zu alkylieren, lässt sich auch Ethen verwenden. Als Produkte erhält man dann Phenol und Acetaldehyd.